# Holger Nielsen
Holger Louis Nielsen (Copenhague, 18 de diciembre de 1866-Hellerup, 26 de enero de 1955) fue un deportista danés que compitió en tiro, esgrima y atletismo.
Participó en los Juegos Olímpicos de Atenas 1896, obteniendo en total tres medallas, plata y bronce en tiro y bronce en esgrima.

## Palmarés internacional
| Juegos Olímpicos | Juegos Olímpicos | Juegos Olímpicos  | Juegos Olímpicos             |
| Año              | Lugar            | Medalla           | Competición                  |
| ---------------- | ---------------- | ----------------- | ---------------------------- |
| 1896             | Atenas (Grecia)  | Medalla de plata  | Pistola libre 30 m           |
| 1896             | Atenas (Grecia)  | Medalla de bronce | Pistola rápida de fuego 25 m |

| Juegos Olímpicos | Juegos Olímpicos | Juegos Olímpicos  | Juegos Olímpicos |
| Año              | Lugar            | Medalla           | Prueba           |
| ---------------- | ---------------- | ----------------- | ---------------- |
| 1896             | Atenas (Grecia)  | Medalla de bronce | Sable individual |